# Mollis
Mollis fue hasta el 31 de diciembre de 2010 una comuna suiza del cantón de Glaris.
Desde el 1 de enero de 2011 es una localidad de la nueva comuna de Glaris Nord a la que también fueron agregadas las comunas de Bilten, Filzbach, Mühlehorn, Näfels, Niederurnen, Oberurnen y Obstalden.

## Geografía
Mollis se encuentra situada al norte del cantón a orillas del río Linth y del lago de Walen. La antigua comuna limitaba al norte con la comuna de Weesen (SG), al este con Filzbach, al sur con Ennenda y una parte de Netstal, y al oeste con Netstal, Näfels, Oberurnen y Niederurnen.

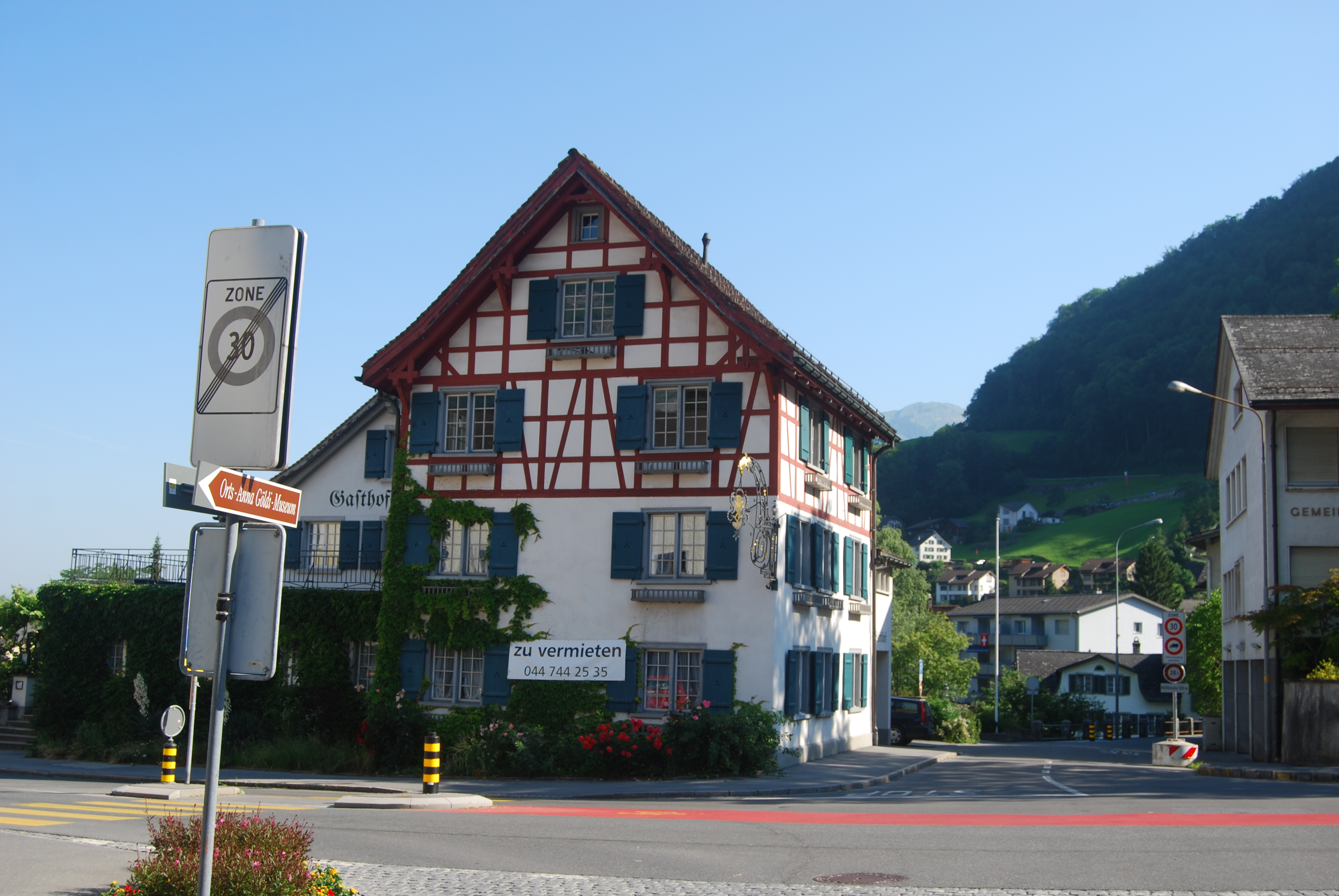
Fábrica en Mollis.